# Kirche Grünheide (Ostpreußen)

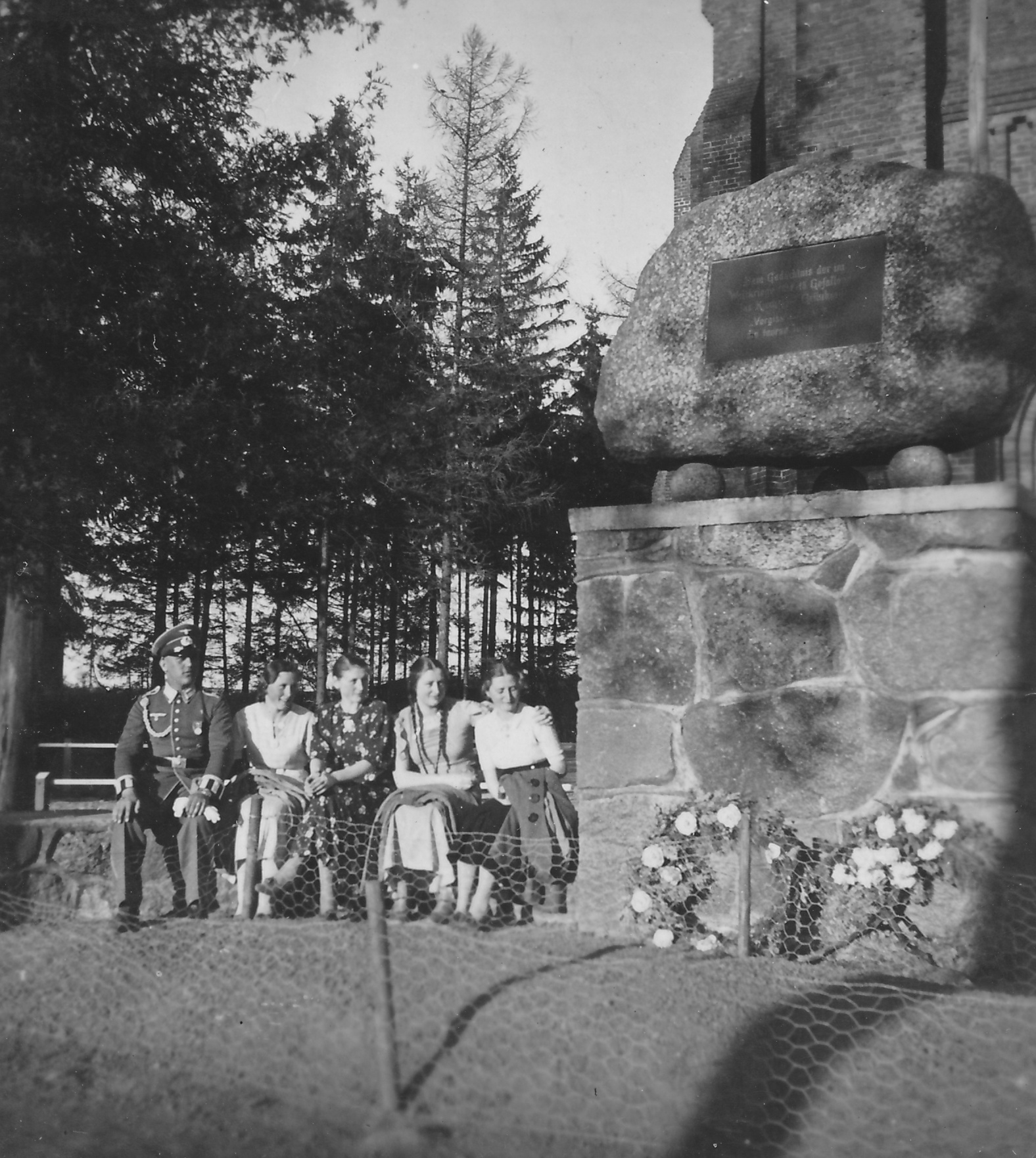
Denkmal an die Gefallenen des Ersten Weltkrieges vor der Kirche

Die Kirche in Grünheide (russisch Кирха Грюнхайда) war eine kreuzförmige, nach gotischen und romanischen Vorbildern erbaute Backsteinkirche aus dem Jahre 1882. Bis 1945 war sie das evangelische Gotteshaus für die Bevölkerung im Kirchspiel des heute Kaluschskoje genannten Ortes im ehemaligen Ostpreußen und der nunmehr russischen Oblast Kaliningrad (Gebiet Königsberg (Preußen)).

## Geographische Lage
Kaluschskoje liegt 20 Kilometer nördlich der Stadt Tschernjachowsk (Insterburg) und ist Bahnstation an der Bahnstrecke Tschernjachowsk–Sowetsk (Insterburg–Tilsit). Das Dorf liegt im Rajon Tschernjachowsk (Kreis Insterburg) und hat der jetzigen Landgemeinde Kaluschskoje selskoje posselenije den Namen gegeben, die ihren Amtssitz allerdings in Sagorskoje (Pelleningken, 1938–1946 Strigengrund) hat.
Die Kirche stand am Ostrand des Ortes, der Standort ist heute nur noch schwer auszumachen.

## Kirchengebäude
Grünheide erhielt erst in der Mitte des 19. Jahrhunderts ein Gotteshaus. Zunächst war es eine Interimskirche: ein alter, strohgedeckter Fachwerkbau. Provisorisch waren auch die Glocken untergebracht, die 1855 ihrer Bestimmung übergeben wurden. Im Jahre 1861 übernahm der König das Patronat über die Kirche. 1880 war endlich die Finanzierung des massiven Kirchbauwerks durch Spenden und königliche Zuschüsse gesichert. Der Grundstein wurde im selben Jahr gelegt.
Errichtet wurde ein kreuzförmiger Backsteinbau. nach gotischen und romanischen Vorbildern. Ein Turm entstand an der Westseite. Die Bauaufsicht oblag Baurat Siehr aus Insterburg (heute russisch: Tschernjachowsk), den Bau selbst führte Maurermeister Weber aus Tilsit (Sowetsk) aus. Das Längsschiff war 28 Meter, das Querschiff 23 Meter lang. Der Turm ragte 50 Meter in die Höhe. Solche Maße übertrafen die für ländliche Kirchen üblichen Ausmaße.
Der Kircheninnenraum war bei einer Höhe von 16 Metern flach gedeckt und von Emporen umgeben. Hier fanden 1.390 Besucher Platz. Besonderer Schmuck der Kirche waren die getäfelte Decke, ein buntes Glasfenster und das Altarbild, auf dem  Christi Auferstehung dargestellt war. Vor der Altarnische stand ein massiver Taufstein in neugotischer Form. 
Am 21. Mai 1882 wurde das Gotteshaus feierlich eingeweiht.
Die Kirche hat den Zweiten Weltkrieg und die nachfolgende Sowjetzeit nicht überstanden. Heute kann man lediglich noch ihren einstigen Standort „besichtigen“.

## Kirchengemeinde
Als im Jahr 1785 das cöllmische Gut Grünheyde erstmals erwähnt wurde, gehörte es mit seiner fast ausnahmslos evangelischen Bevölkerung kirchlich zur Kirche Aulowönen (1938–1946: Aulenbach, heute russisch Kalinowka). Im Jahre 1846 wurde ein eigenständiges Kirchspiel in Grünheide gegründet, dessen Orte aus den Nachbarpfarreien der Kirchen Aulowönen, Szillen (1936–1946: Schillen, russisch: Schilino), Kraupischken (1938–1946: Breitenstein, russisch: Uljanowo) und Pelleningken (1938–1946: Strigengrund, russisch: Sagorskoje) umgepfarrt wurden. Im gleichen Jahr wurde eine eigene Pfarrstelle errichtet.
Die Kirche Grünheide gehörte bis 1945 zum Kirchenkreis Insterburg in der Kirchenprovinz Ostpreußen der Kirche der Altpreußischen Union. Sie zählte 1925 insgesamt 3.500 Gemeindeglieder in 26 Kirchspielorten.
Im Frühjahr 1945 wurde das Kirchspiel Grünheide von der Roten Armee besetzt. Flucht und Vertreibung der einheimischen Bevölkerung und die restriktive Religionspolitik der Sowjetunion in den nachfolgenden Jahren brachte das kirchliche Leben zum Erliegen. 
Heute liegt Kaluschskoje im Einzugsbereich einer in den 1990er Jahren neu entstandenen evangelisch-lutherischen Gemeinde im nicht weit entfernten Schtschegly (Saugwethen, 1938–1946 Saugehnen). Sie gehört zur Kirchenregion Tschernjachowsk (Insterburg) in der Propstei Kaliningrad der Evangelisch-lutherischen Kirche Europäisches Russland.

### Kirchspielorte
Zum Kirchspiel Grünheide gehörten die 26 Ortschaften:
| Name                    | Namensänderung 1938–1946 | Russischer Name    |  | Name                          | Namensänderung 1938–1946 | Russischer Name |
| ----------------------- | ------------------------ | ------------------ |  | ----------------------------- | ------------------------ | --------------- |
| *Abschruten             | Ossaquell                | Assafjewo          |  | *Medukallen                   | Honigberg                | Wischnjowoje    |
| *Antargen               | Argenquell               | Perowskoje         |  | Mohlen                        |                          | Glinoje         |
| Berszienen/ Berschienen |                          |                    |  | Perkunischken                 | Perkunsfelde             | Drosdowka       |
| Bessen                  |                          | Nowoje             |  | *Pillwogallen                 | Lindenhöhe               |                 |
| Bublauken               | Brachenfeld              | Sorokino           |  | Pladden                       |                          | Drosdowka       |
| Budupönen               |                          |                    |  | Schattlauken                  | Schattenau               | Prudowka        |
| Burchardsbrück          |                          |                    |  | *Seßlacken                    |                          | Pridoroschnoje  |
| Dirsen                  |                          |                    |  | Skerdienen                    | Scherden                 |                 |
| Dröschdorf              |                          | Drosdowka          |  | *Stanken                      |                          | Rumjanzewo      |
| *Franzdorf              |                          | Gorodezkoje        |  | Sziedlauken/ Schiedlauken     |                          |                 |
| Gaidszen/ Gaidschen     | Wiesenblick              | Tschernyschewskoje |  | *Szierandszen/ Schierandschen | Schierheide              | Worotynowka     |
| *Grünheide              |                          | Kaluschskoje       |  | Warlen                        |                          | Olenjowo        |
| Lasdehnen               |                          |                    |  | Waszeningken/ Wascheninken    | Grünacker                | Belorusskoje    |

### Pfarrer
Zwischen 1846 und 1945 waren in Grünheide acht evangelische Geistliche tätig:
| - Leo Otto Löbel, 1846–1858 - Carl Friedrich Wilhelm Ruhnke, 1859–1871 - Ferdinand Heinrich Minde, 1872–1882 - Louis Richard Fünfstück, 1883–1886 - Louis Richard Willuhn, 1886–1889 - Traugott Otto G. Getzuhn, 1889–1899 - Hans Robert Böttcher, 1900–1933 - Otto Urbschat, 1933–1945 |

### Kirchenbücher
Von den Kirchenbüchern des Kirchspiels Grünheide werden bei der Deutschen Zentralstelle für Genealogie in Leipzig aufbewahrt:
- Taufen: 1846, 1851 bis 1860
- Trauungen: 1846, 1851 bis 1860
- Begräbnisse: 1846, 1851 bis 1860.